# Садок Сассі
Садок Сассі (араб. الصادق ساسي, *нар. 15 листопада 1945, м. Туніс) — туніський футболіст, що грав на позиції воротаря.
Насамперед відомий виступами за клуб «Клуб Африкен», а також національну збірну Тунісу, у складі якої залишається рекордсменом за кількістю проведених матчів (110). Посів третє місце у списку найкращих воротарів Африки XX сторіччя за версією IFFHS.

## Клубна кар'єра
Народився 15 листопада 1945 року в місті Туніс. Вихованець футбольної школи клубу «Клуб Африкен». Дорослу футбольну кар'єру розпочав 1962 року в основній команді того ж клубу, кольори якої і захищав протягом усієї своєї кар'єри гравця, що тривала цілих вісімнадцять років. Більшість часу, проведеного у складі «Клуб Африкен», був основним голкіпером команди.

## Виступи за збірну
У 1964 році дебютував в офіційних матчах у складі національної збірної Тунісу. Протягом кар'єри у національній команді, яка тривала 15 років, провів у формі головної команди країни 110 матчів, що лишається рекордним показником для цієї збірної.
У складі збірної був учасником чемпіонату світу 1978 року в Аргентині.

## Титули і досягнення
- Срібний призер Кубка африканських націй: 1965